# Storenomorpha
Genre
Storenomorpha est un genre d'araignées aranéomorphes de la famille des Zodariidae.

## Distribution
Les espèces de ce genre se rencontrent en Asie du Sud-Est, en Chine et en Inde.

## Liste des espèces
Selon World Spider Catalog (version 24.5, 23/10/2023) :
- Storenomorpha abramovi Logunov, 2010
- Storenomorpha anne Jäger, 2007
- Storenomorpha arboccoae Jocqué & Bosmans, 1989
- Storenomorpha comottoi Simon, 1884
- Storenomorpha dejiangensis Jiang, Guo, Yu & Chen, 2016
- Storenomorpha falcata Zhang & Zhu, 2010
- Storenomorpha hainanensis Jin & Chen, 2009
- Storenomorpha joyaus (Tikader, 1970)
- Storenomorpha lushanensis Yu & Chen, 2009
- Storenomorpha nupta Jocqué & Bosmans, 1989
- Storenomorpha paguma Grismado & Ramírez, 2004
- Storenomorpha raghavai (Patel & Reddy, 1991)
- Storenomorpha reinholdae Jocqué & Bosmans, 1989
- Storenomorpha stellmaculata Zhang & Zhu, 2010
- Storenomorpha yizhang Yin & Bao, 2008
- Storenomorpha yunnan Yin & Bao, 2008

## Systématique et taxinomie
Ce genre a été décrit par Simon en 1884 dans les Drassidae.

## Publication originale
- Simon, 1884 : « Arachnides recueillis en Birmanie par M. le chevalier J. B. Comotto et appartenant au Musée civique d'histoire naturelle de Gènes. » Annali del Museo civico di storia naturale Giacomo Doria, vol. 20, p. 325-372 (texte intégral).